# Raymond Pearl
Raymond Pearl (3 de junio de 1879 - 17 de noviembre de 1940) fue un biólogo estadounidense quien hizo la mayor parte de su carrera en la Universidad Johns Hopkins en Baltimore.  Pearl fue prolífico en su faceta como escritor de libros académicos, cuadernillos y artículos, así como en la de comunicador y divulgador de ciencia.  A su muerte, 841 publicaciones estaban listadas a su nombre.  
Creador del Índice de Pearl.

## Biografía
Nacido de padres de clase media alta en New England, Pearl acabó el colegio con calificación de excelencia y fue al  Dartmouth College donde hizo su Doctorado.  En 1906 pasó un año estudiando con Karl Pearson en la University College de Londres.  Durante ese año descubrió la  biometría, la cual le parecía que ofrecía soluciones a problemas relacionados con la Biología, zoología y  la eugenesia.  Tras retornar a Estados Unidos, transfirió su interés desde la biometría a la Genética Mendeliana.

## Eugenesia y política
Aunque Pearl mantuvo un vago interés por la eugenesia, en 1927 publicó su artículo seminal La Biología de la Superioridad, el cual atacaba las bases de la eugenesia y sus prejuicios.  El artículo fue el primer ataque contra la eugenesia  hecho por alguien que era percibido por muchos como perteneciente a ese movimiento.  Colaboró con la Reforma de la eugenesia  y con el movimiento de  control de poblaciones , al cual Pearl contribuyó fundando la International Union for the Scientific Study of Population Problems. 
A pesar de su rechazo a la eugenesia y sus prejuicios, Pearl mantuvo excelentes relaciones con los eugenesistas y jamás dejó de expresar sus afirmaciones snob, de clase[cita requerida].  Hizo muchas afirmaciones que fueron consideradas antisemitas[cita requerida].  Por otra parte, trabajó activamente con el grupo de Derechos Civiles Negros como asesor.

## Ciencia
Sus intereses científicos, incluyendo su pasión por la estadística, sugieren que  podría haber dado origen a la estructura de la Genética de poblaciones la cual nació durante su tiempo, con el trabajo de  J. B. S. Haldane, Sewall Wright y Ronald Fisher
En 1926 Pearl fundó  The Quarterly Review of Biology.
Pearl es reconocido como uno de los fundadores de la biogerontología. En 1908 Max Rubner observó que mamíferos de distinta longitud y  longevidad tenían igual egreso metabólico masa específico.
Basándose parcialmente en la observación de la Mosca de la Fruta cuya longevidad varía inversamente con la temperatura medioambiental, Pearl (como Rubner) predijo que la longevidad Máxima era inversamente proporcional a su Metabolismo basal. Pearl especuló que la longevidad estaba determinada por componentes críticos de la célula que se destruían rápidamente en animales de mayor metabolismo.
La  teoría de envejecimiento por los radicales libres  de  Denham Harman proveería bases a la hipótesis de Pearl.
La Hipótesis de tasa de vida tomó preeminencia entre las  teorías de envejecimiento durante los siguientes 50 años. La  Hipótesis de la tasa de vida está dada por la observación de que la rata  y el murciélago tiene igual tasa metabólica, pero el murciélago vive bastante más. (Para una crítica de Rate of Living Hypothesis vea  Living fast, dying when?.)

## Hábitos sociales y muerte
Pearl era un sibarita ampliamente reconocido,  con gusto exacerbado por la bebida, la comida y las fiestas.  Era un miembro principal del Saturday Night Club, el cual incluía también a  H. L. Mencken. 
La Ley seca no hizo mella en los legendarios hábitos de bebida de Pearl. En su primer libro, Alcohol y Longevidad publicado en 1926, sostenía que beber alcohol con moderación está asociado con una mayor longevidad que la abstinencia o el exceso. 
En 1938, sus datos demostraron los efectos negativos de fumar.
En noviembre de 1940 Pearl, con aparente buena salud durante una visita al Zoológico de Baltimore sufrió una precordalgia y murió un día después.